# Johann Jacob Steinmann

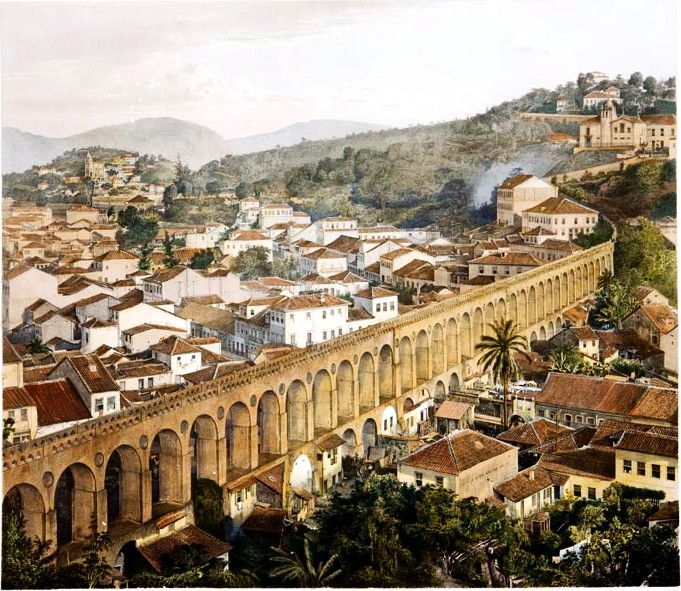
Aquädukt von Rio de Janeiro

Johann Jacob Steinmann (* 17. September 1800 in Basel; † 20. Juni 1844 ebenda) war ein Schweizer Zeichner, Lithograf und Landschaftsmaler.

## Leben
Geboren als Sohn des Schneidermeisters Georg Friedrich Steinmann, studierte Johann Jacob Lithografie seit 1821 bei Godefroy Engelmann in Mulhouse, Elsass, setzte seine Lehre bei Alois Senefelder, dem Erfinder der Lithografie, fort. Seit 1821 korrespondierte er mit dem Zeichner und Grafiker Friedrich Salathé.
Steinmann unterzeichnete 1825 in Paris mit dem Vertreter der brasilianischen Regierung einen Vertrag und kam im Oktober 1825 nach Rio de Janeiro. Er heiratete die Holländerin Phoebe Georgine Harris. Dort wurde er in der Militärdruckerei angestellt. Er wurde als erster Lithograf in Brasilien beim Druck von Landkarten und Bildern tätig. Er unterrichtete sechs Schüler. Im Jahre 1830, nach dem Ende der fünfjährigen Vertrages, errichtete Steinmann mit Erlaubnis des Kaisers Pedro I. eine eigene Lithografieanstalt. Er eröffnete auch eine Seifenfabrik, leider mit wenig Erfolg.
Am 12. Februar 1833 kehrte Steinmann nach mehr als sieben Jahren Aufenthalt in Brasilien nach Europa zurück. Im Jahre 1834 und in folgenden Jahren erschienen in Basel Alben mit lithografierten Ansichten von Brasilien, die Steinmann nach den während seines Aufenthaltes gezeichneten Skizzen erstellte.
Er starb im Alter von 44 Jahren.